# RSZ-nummer
Een RSZ-nummer is een identificatienummer dat de Belgische organisatie Rijksdienst voor Sociale Zekerheid (RSZ) intern gebruikt ter identificatie van werkgevers. 
Op basis van een vragenlijst kent de RSZ dit intern identificatienummer toe aan een Belgische werkgever. 
Vanaf 1 januari 2005 moet elke werkgever eveneens worden geïdentificeerd bij de Kruispuntbank van Ondernemingen (KBO) en beschikken over een uniek ondernemingsnummer (ook wel KBO-nummer).  Indien de werkgever dit wenst, kan hij zich vanaf diezelfde datum door de RSZ laten identificeren, enkel op basis van zijn ondernemingsnummer (KBO-nummer).  
Voorlopig blijft het intern identificatienummer (RSZ-nummer) nog in gebruik en is het gekoppeld aan het KBO-nummer.
De werkgever moet driemaandelijks een elektronische aangifte aan de RSZ bezorgen.  Daarop staan de gegevens van de werknemers en de berekening van de verschuldigde bedragen. De brochure "Algemene onderrichtingen ten behoeve van de werkgever" is te raadplegen op de website van de RSZ. 
De werkgever is ten overstaan van de RSZ aansprakelijk voor het tijdig elektronisch insturen van de aangifte en voor de betaling van de bijdragen, zowel wat het werknemers- als wat het werkgeversaandeel betreft.
Een RSZ-nummer heeft een lengte van 7 of 12 cijfers (7 cijfers is RSZ-PPO). In geval van 12 cijfers zijn de eerste 3 cijfers het kerngetal. De laatste 2 cijfers zijn het controlegetal. Dit wordt berekend door het voorgaande getal (inschrijvingsnummer) van vijf of zeven cijfers te vermenigvuldigen met 100 en dan te delen door 97. De rest van deze deling ("modulo") wordt van 96 afgetrokken.
- Voorbeeld met 7 cijfers: Een onderneming heeft RSZ-nummer 123.45.18, 12345 maal 100 is 1234500, gedeeld door 97 is 1234422+78. Het verschil van 96 en de rest levert 96 - 78 = 18 op.
- Voorbeeld met 12 cijfers: Een onderneming heeft RSZ-nummer 000/1234567-49, 1234567 maal 100 is 123456700, gedeeld door 97 is 123456653+47. Het verschil van 97 en de rest levert 96 - 47 = 49 op.